# Pseudamnicola meloussensis
Pseudamnicola meloussensis là một loài ốc biển trong họ Hydrobiidae.

## Phân bố
- Mallorca